# Venus Express

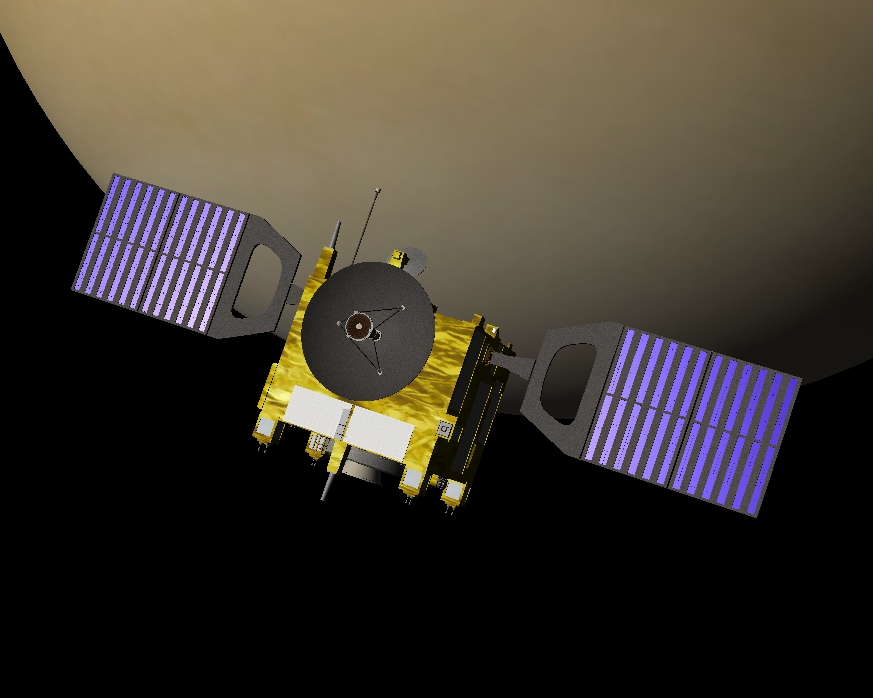
Imagem ilustrativa

A Venus Express foi a primeira missão da Agência Espacial Europeia (ESA) ao planeta Vênus. A missão foi proposta em 2001 como forma de reutilização do desenho da Mars Express. Contudo, algumas características da missão levaram a mudanças no desenho, principalmente em áreas de controlo termal, comunicações e eletricidade. A missão Venus Express utilizou também instrumentos desenvolvidos para a missão da sonda Rosetta. O objetivo principal da missão foi de fazer observações globais da atmosfera venusiana, das características da superfície e da interação do ambiente do planeta com o vento solar. 
A missão foi lançada no dia 9 de novembro de 2005 pelo foguete Soyuz e entrou em órbita de Vénus no dia 11 de abril de 2006, depois de aproximadamente 150 dias de viagem. Em 11 de Abril de 2006, a sonda deu sua primeira volta em torno do planeta, denominada órbita de captura, que foi uma elipse em torno de Vênus cujo apocentro se encontrava a 330 mil quilômetros e o pericentro a menos de 400 quilômetros. Menos de um mês depois da inserção em órbita, e depois de voar dezesseis vezes em torno de planeta, a nave espacial chegou à sua órbita operacional final em 7 de maio de 2006.

## Objetivos

### Clima de Vênus
Vênus é o planeta do Sistema Solar mais parecido com a Terra. Embora tivessem tamanho e composição química semelhantes na época em que foram formados, a evolução posterior desses dois planetas foi muito diferente. Espera-se que a nave Venus Express possa fornecer uma contribuição significativa para a compreensão da estrutura da atmosfera venusiana e também para que se possa entender as mudanças que a fizeram evoluir para o estado atual, caracterizado por um intenso efeito estufa. Esse conhecimento pode contribuir para o estudo das mudanças climáticas na Terra. Em setembro de 2010 foram divulgadas imagens que mostram a existência de vórtices próximo ao polo sul do planeta, semelhantes aos que se observam em Saturno.

### Vida em outros planetas
A Venus Express também é utilizada para tentar detectar sinais de vida na Terra. Nas imagens feitas pelas câmeras da espaçonave, nosso planeta ocupa uma área menor do que um pixel, uma situação parecida com o que se espera observar nas imagens de exoplanetas semelhantes à Terra. Essas observações são então utilizadas para desenvolver métodos que possibilitem detectar planetas habitáveis em torno de outras estrelas.

## Fim da missão
Após se utilizar de freio aerodinâmico nos meses de agosto e setembro de 2014 para reduzir sua órbita elíptica, a sonda pode realizar uma observação diferenciada. Mas com o aumento na proximidade com o planeta a sonda foi gradativamente perdendo altitude, e quando foi tentado realizar uma manobra para prolongar a missão, a sonda já havia perdido contato no final de novembro, o que tornou impossível a comunicação para correção de órbita. Sendo que o último contato com a sonda foi parcialmente estabelecido em 18 de Janeiro de 2015 as 15h01min55 UTC.